# Gabriel García Espina
Gabriel García Espina (Astorga, 1905-Castro-Urdiales, 1972) fue un crítico de teatro y cine español.

## Biografía
Nacido el 4 de julio de 1905 en la localidad leonesa de Astorga, cultivó la crítica de cine y de teatro, además de ser funcionario del Banco de España. Durante la guerra civil se decantó por el bando sublevado y llegó a ocupar el cargo de director general de Cinematografía y Teatro. Participó en publicaciones periódicas como La Voz de España, Vértice, Informaciones, La Tarde, Ciudad, ABC y Hoja del Lunes. García Espina, que en 1971 habría obtenido el Premio Nacional de Teatro, falleció en 1972 en Castro Urdiales, el día 30 de agosto, y fue enterrado en dicha localidad.